# NGC 3087
NGC 3087 est une galaxie elliptique située dans la constellation de la Machine pneumatique. NGC 3087 a été découverte par l'astronome britannique John Herschel en 1835.

## Caractéristiques
Sa vitesse par rapport au fond diffus cosmologique est de 2 987 ± 30 km/s, ce qui correspond à une distance de Hubble de 34,7 ± 3,1 Mpc (∼113 millions d'al). 
À ce jour, 13 mesures non basées sur le décalage vers le rouge (redshift) donnent une distance de 41,715 ± 10,649 Mpc (∼136 millions d'al), ce qui est à l'intérieur de la distance de Hubble.

## Groupe de NGC 3038
La galaxie NGC 3087 est la plus brillante galaxie du groupe de NGC 3038. Outre NGC 3038 et NGC 3087, ce groupe compte au moins 4 autres galaxies : NGC 3120, IC 2532, ESO 373-21 et ESO 373-26.